# Borohrádek
Borohrádek är en stad i Tjeckien. Den ligger i den centrala delen av landet, 120 km öster om huvudstaden Prag. Borohrádek ligger 262 meter över havet och antalet invånare är 2 152.
Terrängen runt Borohrádek är platt.Runt Borohrádek är det ganska tätbefolkat, med 120 invånare per kvadratkilometer. Närmaste större samhälle är Choceň, 14,1 km sydost om Borohrádek. I omgivningarna runt Borohrádek växer i huvudsak blandskog.